# Emanuel Basler der Ältere
Emanuel Basler (* 15. Januar 1826 in Friedland; † 11. Oktober 1903 in Simbach am Inn) war ein deutscher Bildhauer, der vor allem Werke im Stil der Neugotik für Kirchen und Kapellen schuf.

## Leben
Im Jahr 1850 wanderte er als Geselle nach Wien, Prag und Braunau am Inn. Von 1854 bis 1856 arbeitete er bei dem Simbacher Maler und Vergolder Simon Daum. Emanuel Basler heiratete 1857 Josefa Ehrensperger und baute 1874 ein Wohnhaus mit Atelier in Simbach am Inn. In der Zwischenzeit war er wohl als Bildhauer auch Meister geworden, Lehrling von Basler war Johann Huber, der später Professor an der Akademie der Bildenden Künste München wurde. Zusammen mit seinem Sohn Emanuel Basler der Jüngere erstellte der Vater über 20 Altareinrichtungen in Bayern und Österreich.

## Werke
- 1852: Altar in der Wallfahrtskirche Maria Schutz in Bad Griesbach-Kronberg.
- 1862: Seitenaltar für die Pfarrkirche St. Bartholomäus in Aufhausen (jetzt: Hochaltar in der Filialkirche St. Michael in Endlkirchen)
- 1862/63: Kreuzweg für die Pfarrkirche Maria Unbefleckte Empfängnis in Simbach am Inn.
- 1864: Missionskreuz an der Pfarrkirche Mariä Himmelfahrt in Erlach.

Wandkreuz der Pfarrkirche Sankt Sixtus in Pollenfeld, 1881

- 1866: Hochaltarfigur Guter Hirte und Relief-Engel für die Pfarrkirche St. Jakobus in Indersbach.
- 1872: Altar in der Kapelle Maria Hilf Kleinziegenfeld.
- 1877: Tabernakel für den Hochaltar der Pfarrkirche St. Ägidius in Malching.
- 1879: Altar für die Leonrodkapelle im Dom zu Eichstätt (Jetzt: Hochaltar der Pfarrkirche Mariä Himmelfahrt in Pappenheim).
- 1880 (ca.): Altar der Filialkirche Sankt Nikolaus in Neuhofen.
- 1880: Hochaltar der Pfarrkirche Sankt Sixtus in Pollenfeld.
- 1881: Wandkreuz der Pfarrkirche Sankt Sixtus in Pollenfeld.
- 1882: Marienaltar mit Pietà in der Pfarrkirche Sankt Sixtus in Pollenfeld.
- 1884: Josefsaltar in der Pfarrkirche Sankt Sixtus in Pollenfeld.
- 1882–1884: Figuren für die Pfarrkirche Sankt Ulrich in Kirn.
- 1884: Altar für die Sebastianskapelle in Freyung.
- 1885: Madonna mit Lilie in der Pfarrkirche Sankt Simon und Judas Thaddäus in Kurzenisarhofen.
- 1885: Zwei Figuren des ehemaligen Hochaltares der Pfarrkirche Sankt Peter und Paul in Hohenau.
- 1886: Figuren für den Hochaltar der Pfarrkirche Sankt Bartholomäus in Zeilarn (Jetzt: Kirche Sankt Johannes der Täufer in Gehersdorf).
- 1887: Kreuzaltar für den Dom in Eichstätt.
- 1887: Seitenaltäre für die Pfarrkirche Sankt Ulrich in Büchlberg (Erhalten: Schmerzhafte Muttergottes).
- 1887: Ehemaliger Hochaltar und Seitenaltäre für die Pfarrkirche Sankt Nikolaus in Kirchberg.
- 1886–1888: Hochaltar und Seitenaltäre der Pfarrkirche Sankt Andreas in Perlesreut.
- 1889: Bartholomäus-Relief für die Pfarrkirche Sankt Bartholomäus in Julbach (Inntal).